# Skansin

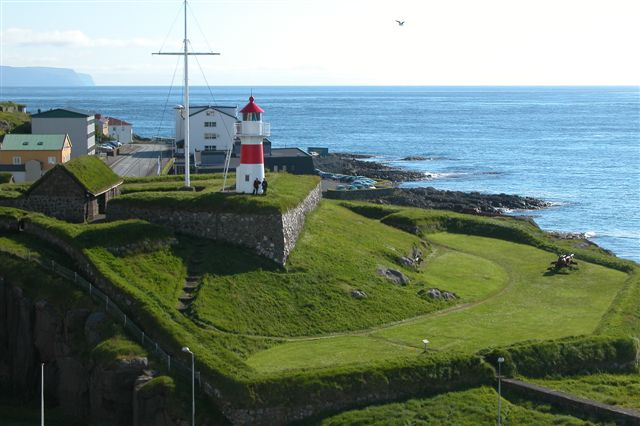
A Skansin látképe

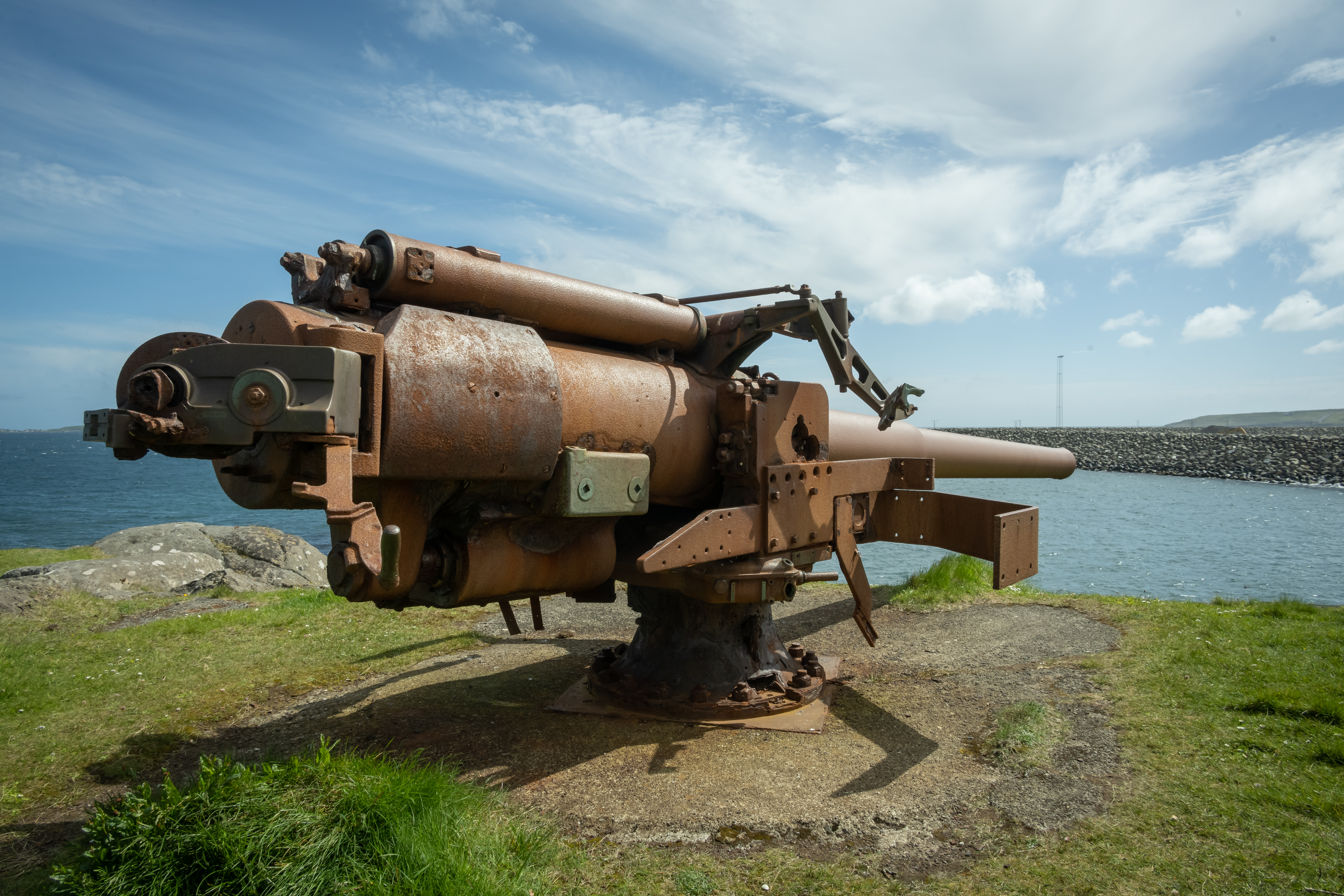
Brit partvédő ágyú Skansinban

Skansin (szó szerint: sánc) egy történelmi erődítmény a feröeri Tórshavnban. A helyiek a „világ legbékésebb erődítményének” nevezik, joggal: itt mindössze üdvlövések hangzottak.
Az erődítmény közvetlenül a tórshavni kikötő mellett, egy füves magaslaton fekszik.

## Történelem
1580-ban építtette ki Magnus Heinason a kalózok elleni védekezésül, miután a város csaknem egy támadás áldozata lett. Azóta többször átépítették; jelenlegi formáját 1780-ban nyerte el, néhány éve pedig renoválták. 1940-től, a baráti brit megszállás alatt itt volt a szigeteken állomásozó brit erők főhadiszállása. Ebből az időszakból két löveg maradt fenn, ezen kívül négy 18. századi (1782-ből származó) dán ágyú is látható.

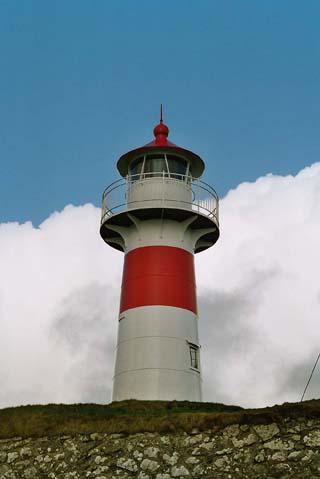
Skansin világítótorony

## Turizmus
Itt található a feröeri világítótornyok egyike, a Skansin világítótorony, amely a főváros kikötőjébe mutatja az utat a hajósoknak. Stratégiai fekvéséből eredően jó kilátást nyújt Tórshavn városára és a tengerre, a szemközt fekvő Nólsoy szigetével együtt.

## Fordítás
- Ez a szócikk részben vagy egészben a Skansin című német Wikipédia-szócikk ezen változatának fordításán alapul.  Az eredeti cikk szerkesztőit annak laptörténete sorolja fel. Ez a jelzés csupán a megfogalmazás eredetét és a szerzői jogokat jelzi, nem szolgál a cikkben szereplő információk forrásmegjelöléseként.

## Külső hivatkozások
- Skansin Fort Archiválva 2009. augusztus 5-i dátummal a Wayback Machine-ben, Lonely Planet (angol)
- Kári Strøm fényképei (angol)
- Panorámakép a Skansinból Archiválva 2020. október 21-i dátummal a Wayback Machine-ben (dán)